# Итчигурт
Итчигурт — деревня в Увинском районе Удмуртии, входит в Новомултанское сельское поселение. Находится в 22 км к северу от посёлка Ува и в 65 км к северо-западу от Ижевска.